# Ирина Комнина Вранина Палеологина
Ирина Комнина Вранина Палеологина Ласкарина Кантакузина (на гръцки: Ειρήνη Κομνηνή Βράναινα Παλαιολογίνα Λασκαρίνα Καντακουζηνή) е византийска аристократкта от XIII – севастократорица, снаха на император Михаил VIII Палеолог.
Била дъщеря на стратега Врана, като се падала внучка на генерала Теодор Врана и на някогашната византийска императрица Анна Около 1259/60 г. се омъжила за Константин Палеолог, кесар и по-късно севастократор, който бил по-малък брат на император Михаил VIII Палеолог. Родила двама сина и три дъщери:
- Михаил Комнин Врана Палеолог
- Андроник Комнин Врана Дука Ангел Палеолог
- Мария Комнина Вранина Ласкарина Дукина Торникина Палеологина
- Теодора Палеологина Синадина
- Смилцена Палеологина, омъжена за българския болярин, а по-късно и цар, Смилец.

След като съпругът ѝ се замонашил, тя последвала примера му и също приела монашество под името Марта.
Дъщеря ѝ Теодора също станала монахиня и основала манастира „Света Богородица Сигурна надежда“, в чийто типик има съхранена миниатюра с иображение на Ирина и съпругът ѝ, като в пояснението Ирина е наречена Комнина Вранина Палеологина, но в текста на типика дъщеря ѝ я нарича Вранина Комнина Ласкарина Кантакузина Палеологина, без да става ясно по каква линия Ирина е използвала и фамилията на Кантакузини. Освен това Теодора Синадина съобщава, че родителите ѝ починали, докато тя все още била твърде млада, поради което трябвало да бъде отгледана от чичо си Михаил VIII. Типикът почита паметта им ежегодно на 25 октомври, предвиждайки провеждането на специални за целта заупокойни служби при специално осветление и декорация на църквата, както и раздаване на допълнителни дажби за монахините и храна за бедните при вратите на манастира.